# Васюганские болота
Васюга́нские боло́та — одни из самых больших болот в мире, расположены в Западной Сибири, в междуречье Оби и Иртыша, на территории Васюганской равнины, находящейся большей частью в пределах Томской области, и малыми частями — Новосибирской, Омской областей, Ханты-Мансийского автономного округа — Югры и севера Тюменской области (Уватский и Тобольский районы).
С 2007 года Васюганские болота являются кандидатом на включение в список Всемирного наследия ЮНЕСКО.

## Описание
Площадь болот — 53 тыс. км² (больше чем площадь таких стран, как Швейцария, Эстония или Словакия), протяжённость с запада на восток — 573 км, с севера на юг — 320 км, координаты — от 55°40' до 59°00' с. ш. и от 75°30' до 83°30' в. д.
Васюганские болота возникли около 10 тысяч лет назад и с тех пор постоянно увеличиваются — 75 % их современной площади заболочено за последние 500 лет. Болота являются основным источником пресной воды в регионе (запасы воды — 400 км³), здесь расположены около 800 тысяч небольших озёр, множество рек берут начало из болот, в частности: Ава, Бакчар, Большой Юган, Васюган, Демьянка, Икса, Каргат, Кёнга, Нюролька, Малый Тартас, Тартас, Малый Юган, Омь, Парабель, Парбиг, Тара, Туй, Уй, Чая, Чертала, Чижапка, Чузик, Чулым, Шегарка, Шиш.
Болота содержат огромные запасы торфа и противодействуют парниковому эффекту, связывая углерод. Разведанные запасы торфа составляют более 1 млрд тонн, средняя глубина залегания — 2,4 м, максимальная — 10 м.
Васюганские болота — дом для многочисленной местной фауны, в том числе редкой. На болотах обитают, в частности, северный олень, беркут, орлан-белохвост, скопа, серый сорокопут, сапсан. В значительных количествах имеются белки, лоси, соболя, глухари, белые куропатки, рябчики, тетерева, в меньших количествах норка, выдра, росомаха. Флора также включает в себя редкие и исчезающие виды растений и растительные сообщества. Из дикоросов широко распространены: клюква, голубика, морошка.
Сейчас животный и растительный мир болот находится под угрозой в связи с освоением территории при разведке и эксплуатации нефтяных и газовых месторождений. Кроме того, падающие вторые ступени ракет-носителей, стартующих с космодрома «Байконур», загрязняют территорию остатками несгоревшего гептила.

## Васюганский заповедник
В 2006 году был учреждён заказник Васюганский (Александровский, Парабельский, Каргасокский, Колпашевский, Чаинский, Бакчарский районы Томской области и частичные выходы на границы ХМАО, Тюменской, Омской и Новосибирской областей).
В сентябре 2017 года создан заповедник Васюганский на базе заказника и прилегающих болот Томской и Новосибирской областей (природные подсистемы Бакчарское болото, Иксиснское болото), на территории Бакчарского района Томской области, с выходом на север Убинского, Колыванского и Северного районов Новосибирской области.
В июне 2018 года руководителем Васюганского заповедника назначен занимавший в то время должность директора заповедника «Кузнецкий Алатау» Алексей Васильченко, ставший с этого момента главой вновь созданного для управления обоими заповедниками Федерального государственного бюджетного учреждения «Заповедники „Кузнецкий Алатау“ и „Васюганский“». Филиал данной управляющей компании, отвечающий за Васюганский заповедник планировалось разместить в Томске, однако в январе 2020 года пресс-служба Администрации Томской области сообщила об открытии в Томске самостоятельного офиса Федерального государственного бюджетного учреждения «Государственной природный заповедник „Васюганский“», директором которого назначена Ольга Антошкина.
Площадь Васюганского заповедника — 614,8 тысячи гектаров.